# Ozieri
Ozieri ist eine Stadt in der italienischen Metropolitanstadt Sassari auf der Insel Sardinien mit 9762 Einwohnern (Stand 31. Dezember 2023).
Das Gemeindegebiet umfasst 252 km² und grenzt an Ardara, Chiaramonti, Erula, Ittireddu, Mores, Nughedu San Nicolò, Oschiri, Pattada und Tula.

## Geschichte
Nach dem Ort ist eine der ältesten Kulturen der Insel benannt, die Ozieri-Kultur.

## Sehenswürdigkeiten
- Sant’Antioco di Bisarcio, die Basilika nahe dem Stadtteil Chilivani
- Die Grotta di San Michele
- Pont’ezzu, eine romanische Brücke
- Die Kathedrale dell'Immacolata aus dem 15. Jahrhundert wurde im Jahr 1846 nach einem Entwurf des Architekten Gaetano Cima restauriert und erhielt das heutige klassizistische Aussehen.

## Verkehrsanbindung
- Fernstraße SS 597 nach Sassari
- Fernstraße SS 199 nach Olbia
- Bahnstrecke Cagliari–Golfo Aranci
- Bahnstrecke Ozieri-Chilivani–Porto Torres Marittima
- Bahnstrecke Tirso–Ozieri (stillgelegt)

## Söhne und Töchter der Stadt
- Salvatore da Ozieri (1795–1863), Kapuziner
- Sebastiano Fraghì (1903–1985), Erzbischof von Oristano
- Mario Francesco Pompedda (1929–2006), Kurienkardinal der römisch-katholischen Kirche
- Luca Sbisa (* 1990), Schweizer Eishockeyspieler italienischer Abstammung